# Apalochrina
Apalochrina es una tribu de coleópteros polífagos perteneciente a la familia Melyridae.

## Géneros
- Airomalachius Pic, 1950
- Apalochrus Erichson, 1840
- Collops Erichson, 1840
- Dicranolaius Champion, 1921
- Dromanthomorphus Pic, 1921
- Eulaius Wittmer, 1996
- Flabellolaius Wittmer, 1952
- Hadrocnemus Kraatz, 1895
- Hapalochrops Bourgeois, 1908
- Heterolaius Champion, 1920
- Intybia Pascoe, 1866
- Laius Guérin-Méneville, 1831
- Myrmecophasma Bourgeois, 1885
- Nossibeus Evers, 1994
- Notomalachius Champion, 1922
- Nudopectinus Evers, 1987
- Opisthapalochrus Evers, 1987
- Paratinoides Medvedev, 1964
- Paratinus Abeille de Perrin, 1891
- Pectinus Evers, 1987
- Protoapalochrus Evers, 1987
- Protocollops Evers, 1991
- Setapalochrus Evers, 1988
- Simoderus Abeille de Perrin, 1891
- Stenolaius Wittmer, 1995
- Syndesmolaius Evers, 1986
- Trogloapalochrus Pic, 1919
- Troglocollops Wittmer, 1965
- Troglolaius Wittmer, 1952
- Zelotypus Abeille de Perrin, 1900